# Huerto frutal

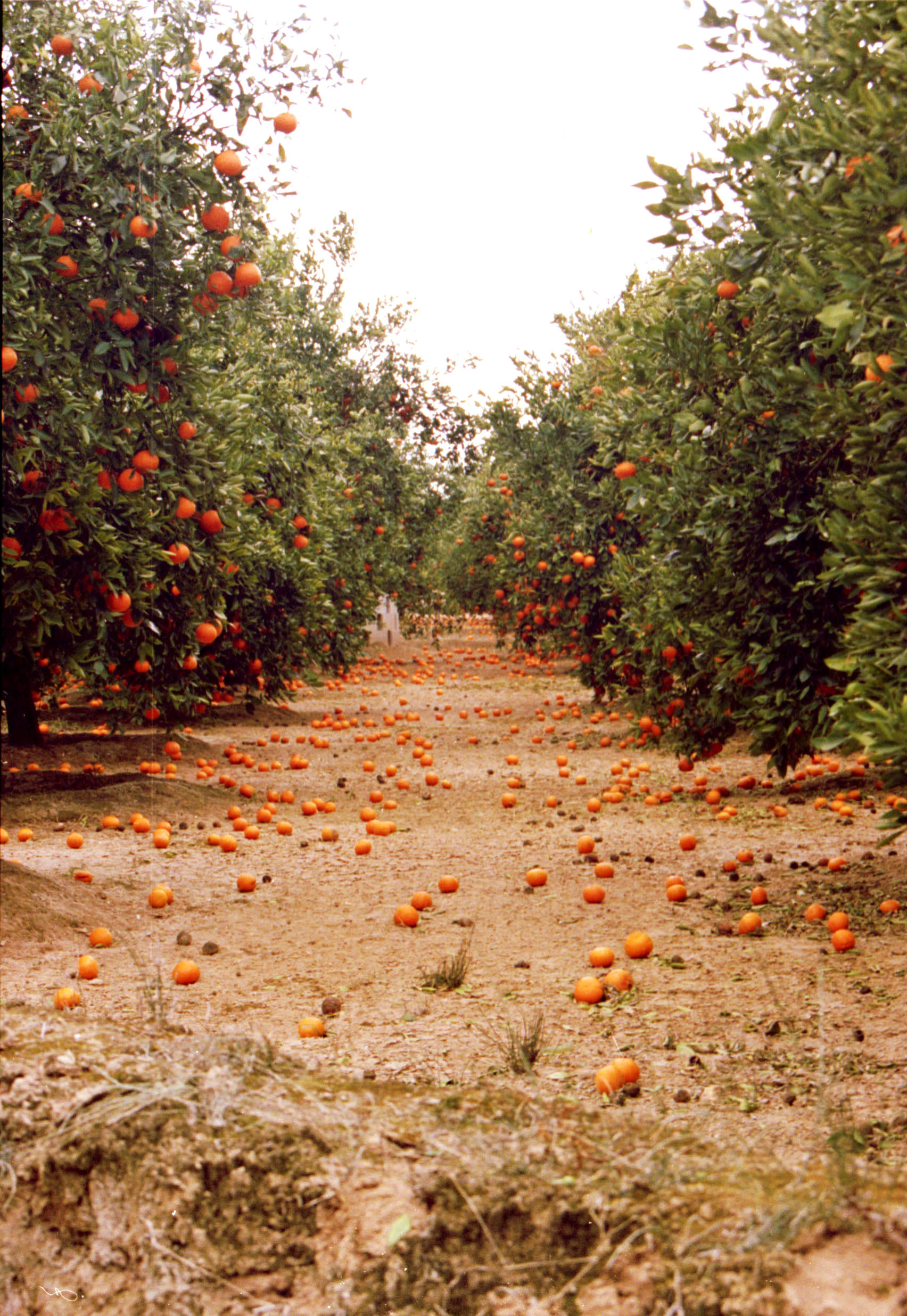
Naranjal.

Un huerto frutal o huerta de árboles frutales es un área de terreno con una plantación intencional dedicado al cultivo de árboles o arbustos que producen frutos para la producción de comercial de alimentos. Los huertos también son a veces una característica de los grandes jardines, donde tienen un propósito tanto estético como productivo.
Los árboles y arbustos frutales son especies perennes y leñosas, dividiéndose en dos grandes grupos de hojas caducas y de hojas perennes, cada una con un ciclo biológico diferente. A efectos de productividad de la plantación, se debe tener en cuenta la preparación del suelo y, si fuese necesario, dependiendo de la zona de cultivo, la preparación de un sistema de riego, en función de sus necesidades hídricas.
La mayoría de los huertos se plantan para una sola variedad de fruta. Si bien se reconoce la importancia de introducir la biodiversidad en las plantaciones forestales, parecería beneficioso introducir algo de diversidad genética en las plantaciones de huertas, así como intercalando otros árboles a través de la huerta. La diversidad genética en un huerto proporcionaría resistencia a plagas y enfermedades al igual que en los bosques.
Estudios de polinización y del clima también juegan un papel central en el desarrollo del huerto frutal, vigila en invierno las heladas tardías que pueden afectar a la floración de los árboles, y en verano, no se debe subestimar el riesgo de granizo repentino que puede dañar la maduración de la fruta. En zonas de clima frío, se pueden limitar los riesgos mediante la selección de variedades resistentes, plantas más rústicas o de floración más tardía.
Los huertos a veces se concentran cerca de cuerpos de agua donde los extremos climáticos se moderan y el tiempo de floración se retrasa hasta que pasa el peligro de las heladas.

## Ecología de los huertos
Solo los troncos altos, robustos e injertados con pocas exigencias de cuidado y ubicación son adecuados para el prado de la huerta. Sin embargo, debido a su origen, las formas silvestres suelen tener altas exigencias de suelo y clima, por lo que se obtuvieron variedades especiales, resistentes y casi perfectamente adaptadas a las respectivas condiciones. La variedad de variedades, por tanto, siempre tiene una referencia regional; La composición tradicional de especies y la selección de variedades muestran un alto grado de especialización para diferentes ubicaciones y usos. De las más de 3000 variedades de manzanas en Europa Central, solo unas 60 se encuentran en el comercio minorista alemán. Sin embargo, todavía hay muchos en los huertos.antiguas variedades regionales. Por lo tanto, representan un reservorio importante para el acervo genético de las manzanas cultivadas. La típica pradera de huerto no existe.

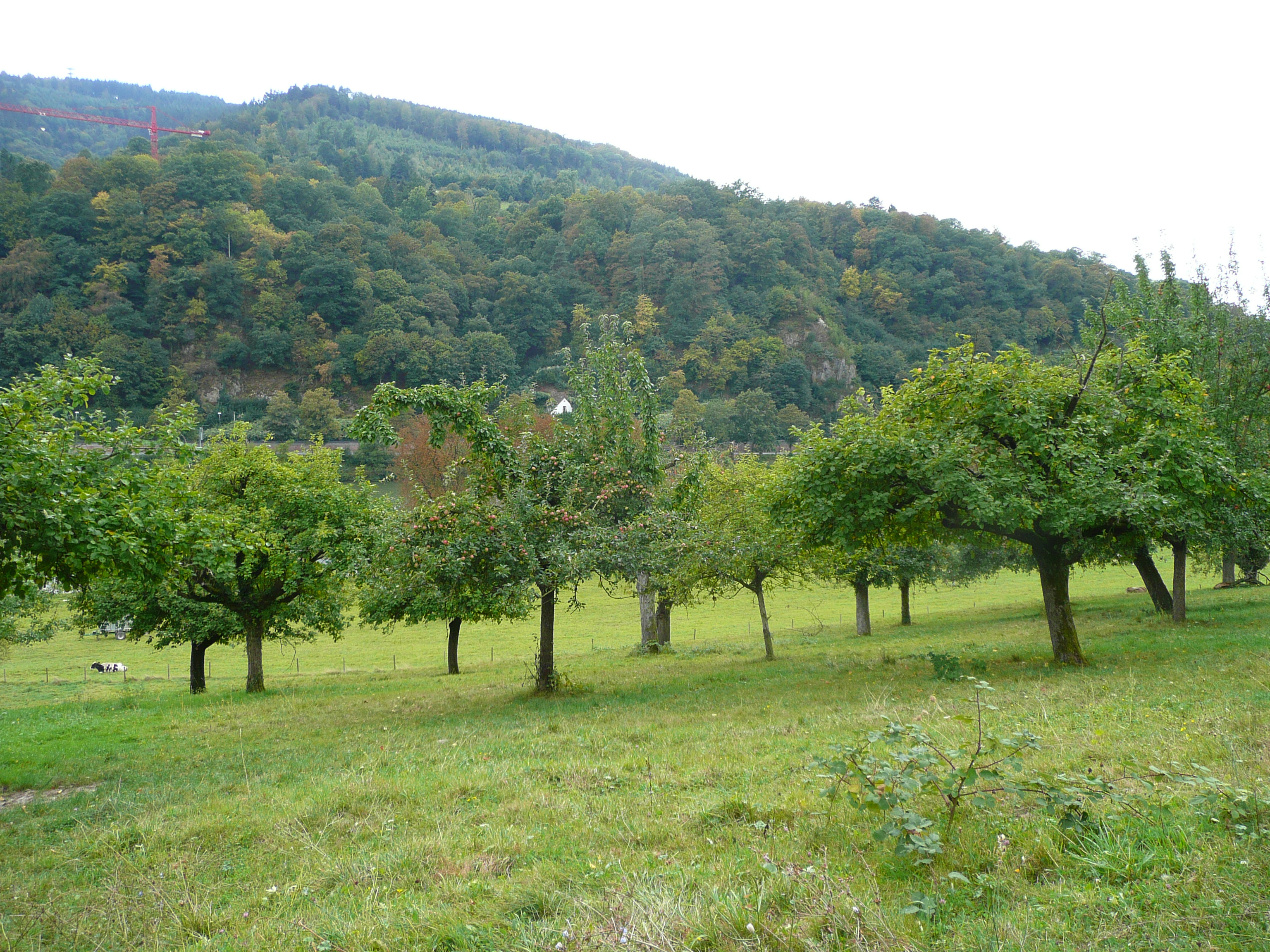
Huerto con pradera en Alemania.

Las diversas formas son también una expresión de los aspectos de protección del paisaje: los árboles frutales pueden proteger el suelo en las laderas de la erosión, de modo que el manejo de los pastos sea sostenible. Los huertos típicos de los asentamientos del siglo XVIII también actuaron como protección contra el viento. Las temperaturas extremas se debilitan y la velocidad del viento se reduce. Con sus diferentes formas de crecimiento, tiempos de floración y los colores del otoño, sino que también tienen una función creativa. Un pomólogo puede hacer la selección correcta para las variaciones locales en los huertos. El aseguramiento de la calidad también debe ser realizado por estos especialistas para las respectivas plantaciones de medidas compensatorias con el fin de asegurar la composición de variedades adaptadas para la respectiva ubicación.
En huertos de manejo extensivo, dependiendo de la composición de especies, factores de ubicación y uso secundario (pasto, pradera, campo), un mundo animal rico en especies (fauna) completa la comunidad ( biocenosis ). En particular, la pradera de la huerta es un hábitat importante para aves y artrópodos como insectos y arañas. Los huertos tienen solo dos “suelos” distintos: el dosel de los árboles frutales y la capa herbácea que consiste en pastos, hierbas y, en algunos casos, arbustos bajos. Debido a la amplia posición de los árboles de copa clara, la capa de hierbas es soleada y muy vital. A diferencia de los huertos, incluso si hay insecticidasy se prescinde de los herbicidas, los huertos son mucho más ricos en especies. Esto también se aplica a la comparación de plantas de tallo bajo manejadas orgánicamente, cuya ecología es más similar a las plantas de tallo bajo convencional o integradas que a los huertos (“gradiente ecológico”).
La densidad de árboles en los huertos se sitúa entre 60 y 120 árboles por hectárea, según el tipo de fruto. Esto es poco comparado con los huertos, donde son comunes hasta 3000 árboles por hectárea. Como regla general, se planea un área de 10 × 10 m para un tronco alto completamente desarrollado, mientras que en el cultivo intensivo solo se requieren 1–2 m² para un huso delgado.

## Historia de la fruticultura

### Antigüedad y Edad Media
Los rosales de frutos grandes, como el endrino, ya se utilizaban en Europa Central en la Edad de Piedra, aunque no es posible precisar si se trataba de plantas cultivadas o de cultivares (véase también plantas pioneras). Sus áreas de distribución se encontraban cerca de los asentamientos humanos. Las semillas de la variedad de ciruela civet también se encontraron en los asentamientos de esta época.
Sobre todo los romanos trajeron a Europa Central las manzanos, perales, ciruelas y cerezas dulces no autóctonas, pero también nueces de castaño y castañas dulces. Aquí, estas variedades de fruta, que ya se cultivaban en la Antigua Grecia, sólo podían prosperar en zonas climáticamente favorecidas. Los árboles que crecían a partir de las semillas de estos perales y manzanos tenían características diferentes; algunos podían cultivarse incluso en las regiones montañosas más duras. En la región del Mosela, la fruticultura se practica desde aproximadamente el siglo II, en el Lallinger Winkel desde el siglo VIII. Como alternativa, las ciruelas injertadas en el Zibarte también podían prosperar en las zonas montañosas más duras, pero sólo crecían en árboles más pequeños.
Los monasterios medievales, como el Monasterio de Niederaltaich, criaban variedades más robustas y menos exigentes. Las variedades de floración tardía y resistentes a las heladas se seleccionaban por las duras ubicaciones en las montañas, los frutos secos, los frutos de larga conservación, el rendimiento y el sabor. En Württemberg también en los viveros de los castillos. La plantación de huertos y viñedos fue promovida por numerosos edictos, y los primeros huertos más grandes se crearon cerca de los monasterios. Se adoptaron técnicas y variedades del Tirol, Alta Austria y Bohemia. Los huertos como forma especial, en los que la tierra no se utiliza como pastizal sino que se cultiva, se desarrollaron sobre todo en Franconia.

### SiglosXVIaXVIII
El avance de la mejora genética en la época moderna permitió la expansión del cultivo de frutales por toda Europa Central, especialmente en Austria, República Checa, el sur de Alemania y Suiza, incluso en suelos poco profundos y de bajo rendimiento en las laderas. De este modo, la agricultura de pastizales también se hizo sostenible gracias a la estabilización del suelo.
En el siglo XVII, y sobre todo en el XVIII, la fruticultura fuera de los jardines y de las aldeas fue fuertemente promovida y en algunos casos impuesta por los estados absolutistas. Este periodo puede considerarse como la época real de la aparición de los huertos, que no es en absoluto una forma de agricultura especialmente antigua. La fruticultura desempeñó un papel más importante en el abastecimiento de la población a partir del siglo XVIII aproximadamente.
Con la creciente expansión de la red de carreteras, también se plantaron avenidas frutales entre los asentamientos para aprovechar las posibilidades de transporte. También se plantaron y cosecharon conjuntamente zonas comunales, como patios con árboles frutales.
Los huertos rodeaban y comunicaban las aldeas y ciudades, caracterizando el paisaje, como documentan numerosas fuentes de autores contemporáneos. Se hicieron indispensables para el abastecimiento de la población; el conocimiento de su cuidado y de la transformación de los frutos formaba parte integrante de la enseñanza de la agricultura y de la economía doméstica.

### SiglosXIXyXX
El abandono de la viticultura en amplias zonas hacia 1800 hizo que en muchos lugares se plantaran árboles frutales en los antiguos viñedos. La expansión de la fruticultura fuera de los asentamientos se produjo a partir de mediados del siglo XIX, cuando la fertilización artificial hizo posible la agricultura en suelos pobres en nutrientes y, a su vez, se plantaron frutales en laderas difíciles de cultivar.
La utilización de prados y pastos en los huertos (en lugar de tierras de cultivo) recibió un gran impulso a principios del siglo XX, cuando surgió la industria láctea y, como consecuencia, la agricultura de prados se hizo más rentable. Los huertos alcanzaron su apogeo en las décadas de 1920 y 1930, cuando ya se había empezado a cultivar la huerta.
El progresivo desarrollo científico dio lugar a más de 6000 variedades frutales en el siglo XX, entre ellas al menos 2700 variedades de manzana, 800 de pera, 400 de cereza dulce y 400 de ciruela, lo que permitió cultivar fruta incluso a grandes altitudes en las cordilleras bajas. Las variedades especiales para su uso como fruta de postre, jugo, mosto y brandy hasta fruta asada se refinaban regionalmente.
Para el desarrollo posterior del cultivo de frutas de huerta, véase más adelante: Declive en el siglo XX y Comercialización y cuidados.

### Huertos modernos
Los huertos históricos tienen árboles grandes y maduros espaciados para el equipo pesado. Los huertos comerciales modernos de manzanos, por el contrario y como ejemplo, suelen ser de "alta densidad" (densidad de árboles superior a 370/ha, y en casos extremos tienen hasta 22000/ha. Estas plantas ya no son árboles en el sentido tradicional, sino que se asemejan a enredaderas sobre cepas enanas y requieren espalderas para sostenerlas..

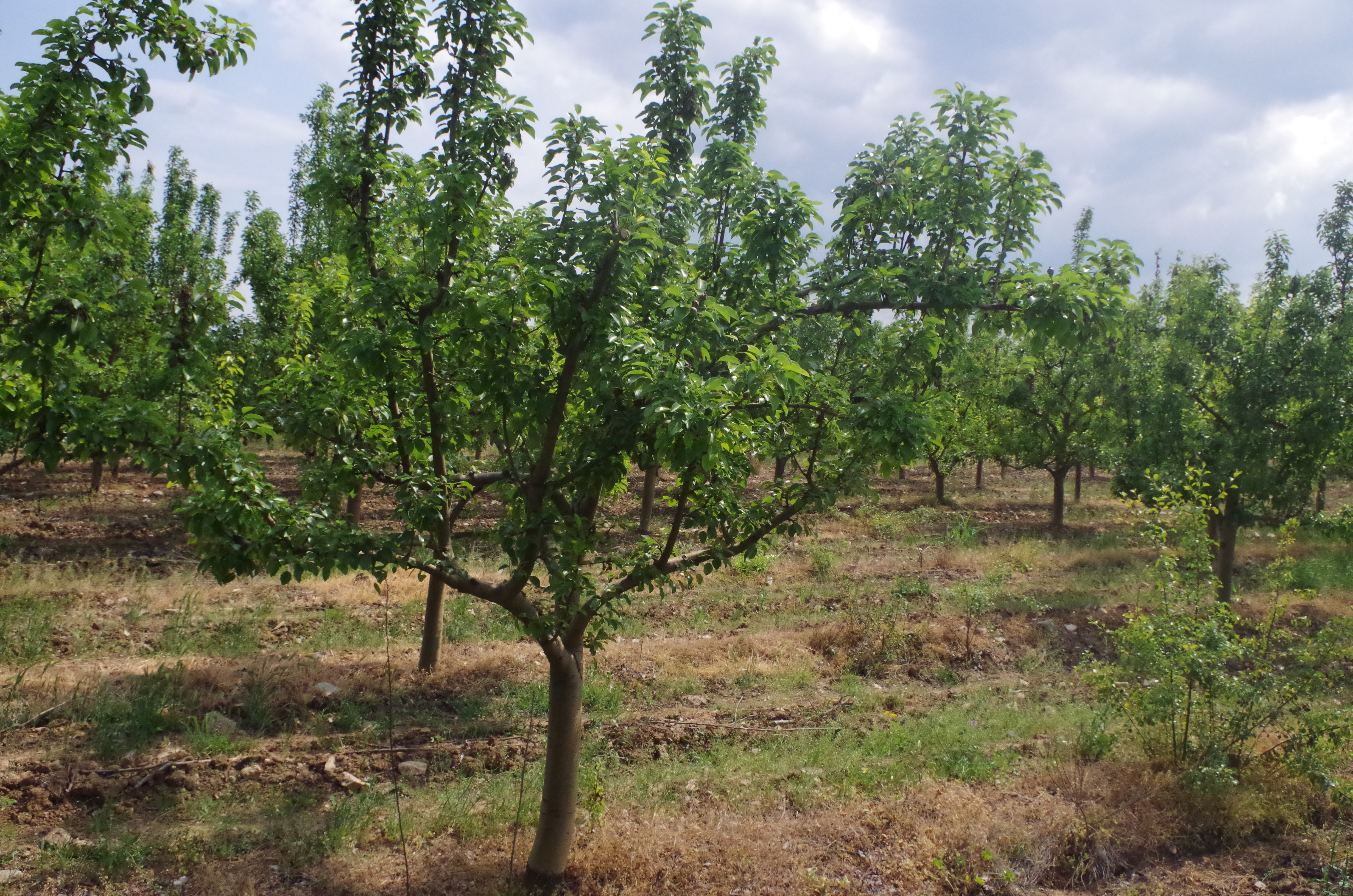
Huerto con perales en Sirkovo, North Macedonia
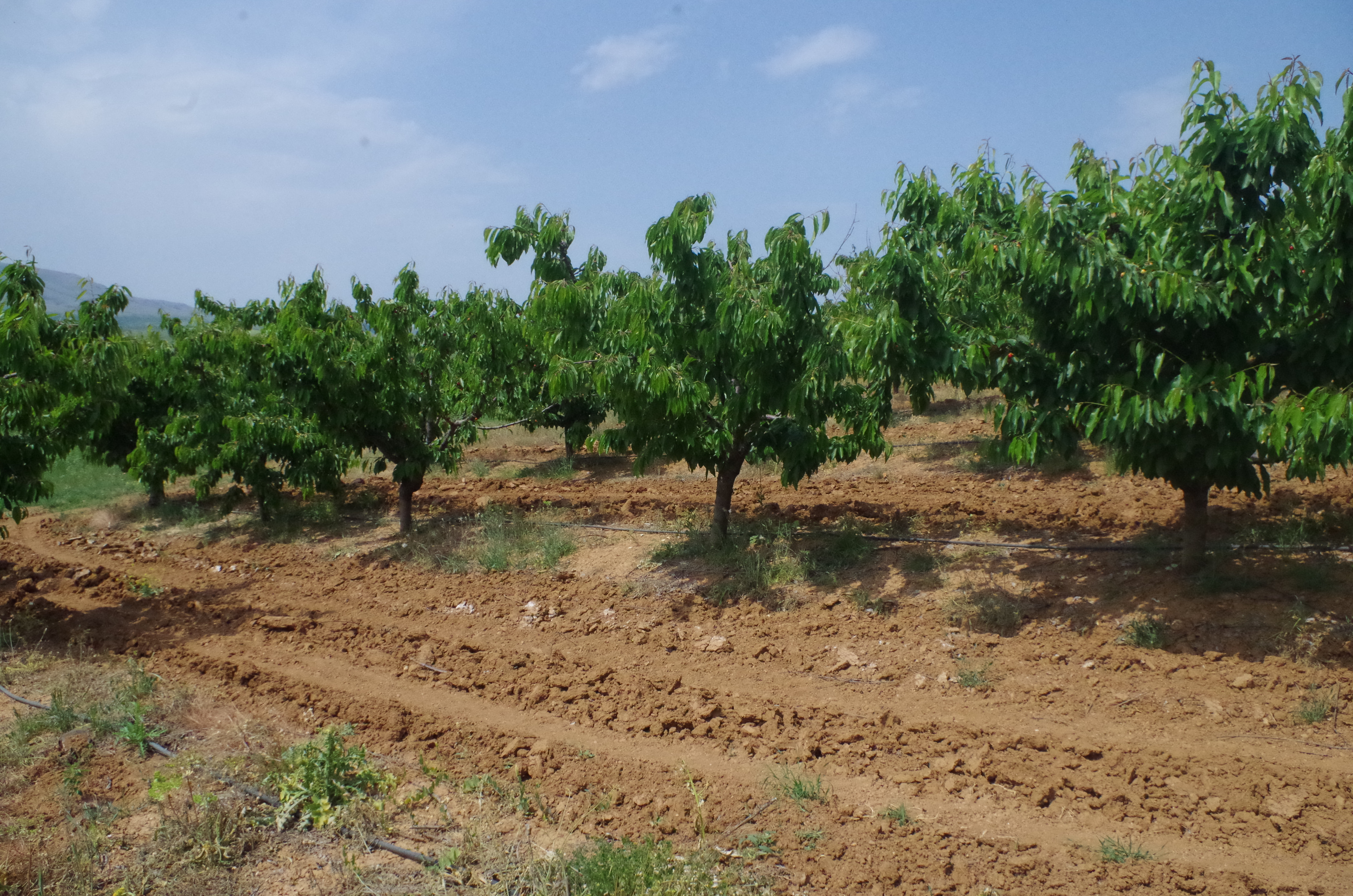
Huerto con cerezos en Sirkovo, North Macedonia
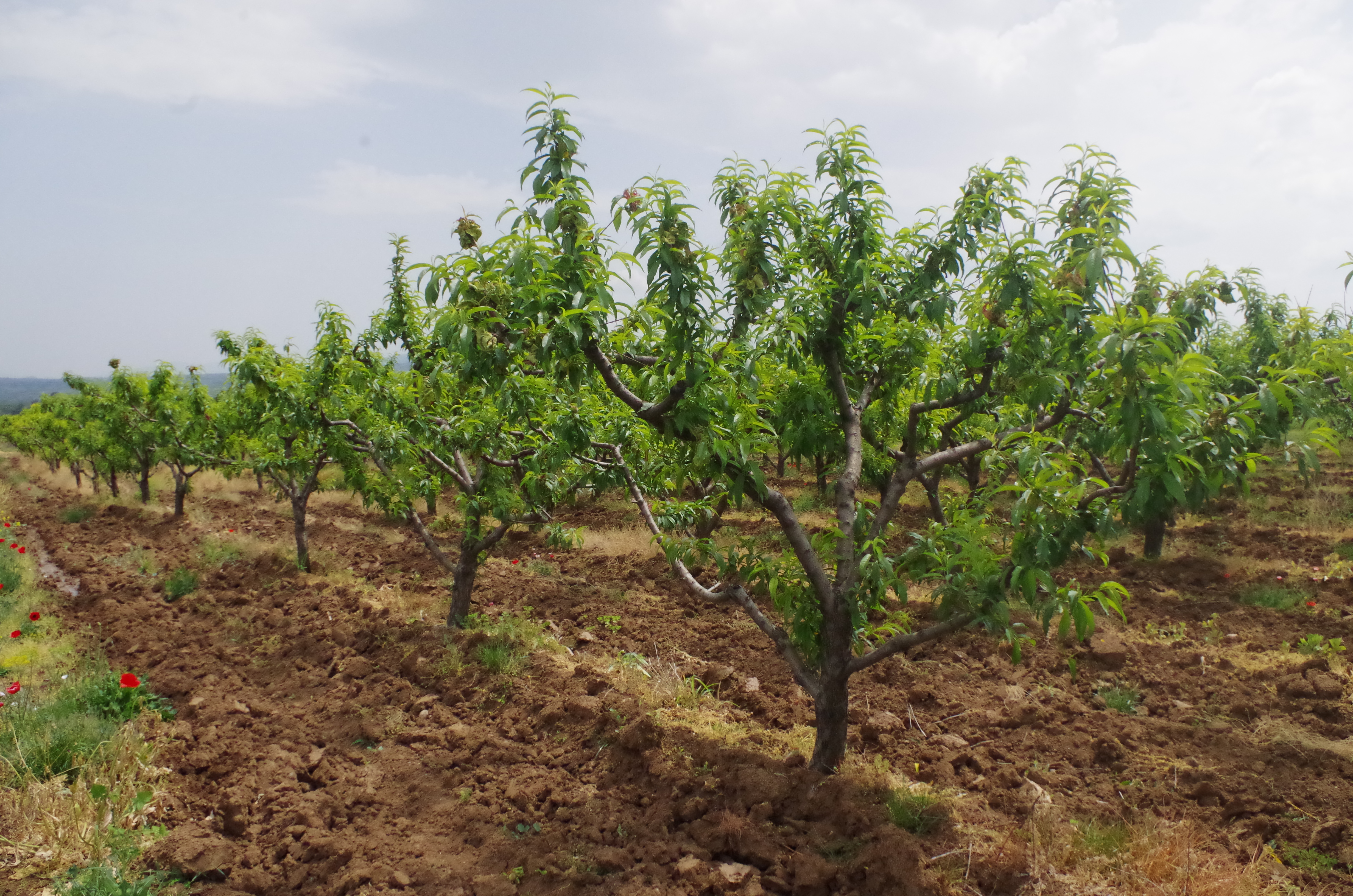
Huerto con duraznos en Sirkovo, North Macedonia

Ahora se están creando nuevos "huertos inteligentes" en todo el mundo. Los primeros ejemplos de este tipo de huertos son el Smart Orchard de Washington, Estados Unidos de América por Innov8 y Washington State University y el huerto Samriti Bagh creado en Maraog, India, por Tejasvi Dogra que incorpora el uso de varios sensores para la gestión del huerto.

## Decadencia en elsigloXXy hasta la actualidad
Numerosos estudios locales y regionales muestran una disminución de los huertos en Alemania y Europa Central entre un 70 y un 75 por ciento entre 1965 y 2010. Esto se aplica tanto a la superficie como a la cantidad de árboles frutales. Según las estimaciones de NABU, en Alemania sólo quedan unas 400.000 hectáreas de huertos frutales. Las existencias restantes están en parte incompletas y envejecidas, ya que las existencias existentes se mantienen cada vez menos. Además, la composición de especies ha cambiado con el uso. Las nuevas plantaciones, que han ido aumentando desde los años 1980 (en 1981, el distrito de Ludwigsburg fue la primera institución pública en Europa que empezó a desembolsar dinero para la plantación de nuevos árboles frutales estándar) eran y son a menudo de mala calidad, especialmente cuando plantación como parte de medidas compensatorias. En casos concretos, al cabo de unos años, incluso con grandes plantaciones compensatorias, han muerto bastante más de la mitad de los árboles. Las cosas pintan mejor con programas de financiación estatales en el marco de medidas agroambientales (en Austria ÖPUL, en Alemania programas de paisaje cultural, en Suiza plantaciones apoyadas por el gobierno federal y los cantones), así como con programas de financiación municipal que exigen que los gestores contribuyan con su Contribución propia. El creciente número de nuevas plantaciones ha significado que la disminución de las poblaciones se haya detenido en muchas regiones en el siglo XXI. Sin embargo, actualmente existe la amenaza de una brecha en la población tanto desde el punto de vista de la obtención de materias primas como desde el punto de vista de la conservación de la naturaleza: debido al intervalo de aproximadamente 30 años entre 1950 y 1960 (principalmente antes de la Segunda Guerra Mundial) en la plantación con troncos altos, Guerra Mundial ) y 1985/1990, los árboles viejos van muriendo poco a poco. Al mismo tiempo, los árboles jóvenes sólo lentamente alcanzan su pleno rendimiento y sólo entonces se interesan especialmente por la conservación de la naturaleza. La caída continúa, como por ejemplo: así lo demostró un estudio realizado en 2013 en cuatro comunidades ricas en huertos en el distrito de Rhein-Sieg. De 1990 a 2013, la superficie de huertos cayó un 48 %, de unas 520 a 270 hectáreas, y el número de árboles frutales cayó un 43 %. Como nuevo problema, en un tercio de las zonas de este distrito también se encuentran plagas de muérdago, que es necesario combatir consecuentemente.